# Brigitte Voigtová
Brigitte Voigtová (nepřechýleně Brigitte Voigt; 1934 Magdeburk – 28. března 2025) byla německá fotografka a redaktorka. Více než 20 let vedla fotografické oddělení časopisu Magazin. 

## Životopis
Brigitte Voigtová vyrůstala v Magdeburgu a vyučila se krajinářkou a knihovnicí. Poté studovala na Akademii umění Berlín-Weißensee. Zpočátku pracovala jako grafická designérka, ale pod vedením Arna Fischera rychle objevila fotografii. Jejím ústředním tématem se stalo dospívání dětí, v 50. letech 20. století poměrně neobvyklé téma. Od prvního okamžiku s úctou pozorovala děti jako samostatné osobnosti. Jako svou diplomovou práci v roce 1963 vytvořila ilustrovanou knihu Wir sind jetzt vier (Jsme nyní čtyři), k níž texty přispěl Günther Rücker. Kniha nikdy nebyla vydána, protože postrádala odkaz na socialistický stát, který si úřady přály.
Po ukončení studia se z rodinných důvodů rozhodla pro nezávislou kariéru a stala se redaktorkou časopisu Das Magazin. V letech 1965 až 1988 tam vedla fotografické oddělení. V roli redaktorky se stala jednou z nejvýznamnějších propagátorek východoněmecké autorské fotografie. Mezi těmi, kteří pod jejím vedením publikovali, byli Arno Fischer, Sibylle Bergemann, Roger Melis, Helga Parisová, Ute Mahler a Ulrich Wüst. Publikovala také fotografie mezinárodních fotografů, jako jsou Man Ray, Dorothea Langeová, Irving Penn, Richard Avedon, Diane Arbusová, Inge Morathová, Sarah Moon a Helmut Newton.
Byla členkou fotografické skupiny Direkt a účastnila se jejich výstav. Své fotografie publikovala v časopise Sybille a Neue Berliner Illustrierte. V NDR nedostala příležitost vydat vlastní ilustrovanou knihu ani uspořádat samostatnou výstavu. Znovuobjevení její tvorby začalo v roce 2014 vydáním ilustrované knihy Aus Kinder werden Leute (Od dětí k lidem) a první samostatnou výstavou k jejím 80. narozeninám.
Výběr fotografií Brigitte Voigtové lze nalézt v databázi fotografické agentury bpk Nadace pruského kulturního dědictví. Její díla jsou také vystavena v newyorském Muzeu moderního umění.

## Publikace
- Brigitte Voigtová: Aus Kindern werden Leute: Fotografien 1958–1988 (Děti se stávají lidmi: Fotografie 1958–1988), Lehmstedt Verlag 2014, ISBN 978-3-942473-92-7

## Výstava
- Brigitte Voigtová: Fotografie, Galerie argus fotokunst Berlin, 2014

## Webové odkazy
- Bilder von Brigitte Voigt auf der Webseite der bpk-bildagentur.de